# Maurilio Fossati
Maurilio Fossati (né le 24 mai 1876 à Arona, dans la province de Novare dans le Piémont et mort le 30 mars 1965 à Turin) est un prélat italien qui est archevêque de Turin et cardinal.

## Biographie
Maurilio Fossati est ordonné prêtre le 27 novembre 1898, puis consacré évêque de Nuoro, en Sardaigne, en avril 1924, puis nommé archevêque de Sassari en octobre 1929. L'année suivante, il est appelé à diriger l'archevêché de Turin et est créé cardinal par le pape Pie XI en 1933. Il fait partie des trente-cinq cardinaux italiens qui participent au conclave de 1939 à l'issue duquel Pie XII est élu.
Il est surtout connu pour avoir aidé de très nombreux prisonniers de guerre qui ont été persécutés par le régime national-socialiste durant la Seconde Guerre mondiale.

## Succession apostolique
Maurilio Fossati a ordonné les évêques suivants :
- Évêque Giovanni Pirastru (1930)
- Archevêque François Imberti (1932)
- Évêque Giuseppe Debernardi (1933)
- Évêque Luigi Maria Grassi (it), B. (1933)
- Évêque Paolo Rostagno (fi) (1935)
- Évêque Carlo Rossi (it) (1937)
- Évêque Felice Beccaro (1939)
- Évêque Giuseppe Angrisani (fi) (1940)
- Évêque Egidio Luigi Lanzo (it), O.F.M.Cap. (1940)
- Évêque Carlo Stoppa (1943)
- Évêque Giuseppe Dell'Omo (1943)
- Archevêque Giuseppe Burzio (1946)
- Évêque Vincenzo Gili (1946)
- Évêque Antonio Picconi (it) (1946)
- Évêque Charles Maria Cavallera, I.M.C. (1947)
- Évêque Francesco Bottino (de) (1948)
- Archevêque Guido Tonetti (it) (1950)
- Évêque Orestes Marengo (de), S.D.B. (1951)
- Évêque Giuseppe Garneri (it) (1954)
- Évêque Lorenzo Bessone (it), I.M.C. (1954)
- Archevêque Felicissimo Stefano Tinivella (it), O.F.M. (1955)
- Évêque Pier Giorgio Chiappero (de), O.F.M. (1959)